# Horst Kunzmann
Horst Kunzmann (* 29. März 1937 in Niebelsbach; † 6. Juli 1999 in Birkenfeld (Württemberg)) war ein deutscher Fußballspieler, der von 1958 bis 1966 für die deutsche Fußballnationalmannschaft der Amateure 20 Länderspiele bestritten hat.

## Laufbahn

### Verein, 1947 bis 1977
Horst Kunzmann verbrachte seine gesamte aktive Spielerlaufbahn bei seinem Heimatverein 1. FC 08 Birkenfeld. Als er im Jahre 1947 in der Jugend des FC 08 mit dem Vereinsfußball begann, brachte er eine gehörige Portion an Technik- und Spielerfahrung vom Straßenfußball mit, was auch über die gesamte Schulzeit (bis 1954) den Vereinsfußball begleitete. Mit 17 Jahren, 1954, spielte der A-Jugendliche zum ersten Mal in der 1. Mannschaft von Birkenfeld, die in der Saison 1954/55 in der 1. Amateurliga Nordbaden ihre Meisterschaftsspiele austrug. Unter Spielertrainer Richard Fix (29/16) debütierte das Talent am 7. März 1954 bei einer 0:1-Auswärtsniederlage auf Halblinks gegen den VfB Leimen in der 1. Amateurliga Nordbaden. Elf Jahre hielt Birkenfeld mit Horst Kunzmann und Mitstreitern wie der Spankowski-Brüder Hans, Manfred und Werner ununterbrochen die Zugehörigkeit in der damaligen höchsten Amateurklasse. Im Jahre 1957 gelang dem FC 08 mit dem 2. Platz die beste Platzierung. Als Horst Kunzmann mit Birkenfeld in der Saison 1957/58 in der 1. Amateurliga Nordbaden den vierten Platz belegte, wurde der 21-jährige Aufbauspieler – Kunzmann spielte Außenläufer bis zum Ende seiner Karriere – erstmals vom DFB in die deutsche Amateurnationalmannschaft für das Länderspiel am 4. Mai 1958 in Le Mans gegen Frankreich berufen. Als Kunzmann dem Stammpersonal der Amateurnationalmannschaft ab dem Jahre 1961 angehörte, ging die Leistungskurve bei seinen 08ern in der höchsten nordbadischen Amateurklasse zurück. Am Ende der Saison 1964/65 – in dieser Runde eröffnete Peter Spankowski seine erfolgreiche Karriere – stieg Birkenfeld in die 2. Amateurliga Mittelbaden ab. Mit Spielführer Kunzmann feierte der 1. FC 08 Birkenfeld die Meisterschaften in den Jahren 1966, 1967 und 1970, in den Jahren 1967 und 1970 die Rückkehr in die 1. Amateurliga, aber auch die weiteren Abstiege in den Jahren 1968 und 1971. Der Senior schnürte in der 2. Amateurliga für seinen Verein noch bis zum 40. Lebensjahr die Fußballstiefel und beendete nach der Saison 1976/77 seine aktive Laufbahn. Mit einem Abschiedsspiel gegen Bayer 05 Uerdingen verabschiedete sich der 40-Jährige nach 23 Jahren aus der 1. Mannschaft des 1. FC 08 Birkenfeld. Schon allein die unmittelbare Nähe zu Pforzheim (etwa 7 km entfernt), die erreichbaren Städte Karlsruhe und Stuttgart, mit ihren überregionalen Fußballvereinen VfR Pforzheim, 1. FC Pforzheim, Karlsruher SC, VfB Stuttgart und Stuttgarter Kickers macht dieses durchgehende Verbleiben bei seinem Jugendverein zu einer Besonderheit. Runde 1.000 Spiele hat der bewunderte Freistoßspezialist – das hat er über Jahre neben dem offiziellen Training in Sonderschichten verfeinert – für seinen Verein bestritten, von dem er mit sämtlichen Auszeichnungen geehrt wurde. Nicht nur durch seine fußballerische Klasse (ausdauernder Techniker mit überragendem Pass- und Kombinationsspiel), auch durch sein bescheidenes Auftreten und die jahrzehntelange ausgeübte Disziplin für Training und Verbandsspiele, die erst eine so lange Aktivität auf hohem Niveau zustande bringt, war er in seinem Verein und für den Amateurfußball in Nordbaden ein Vorbild.
In der Statistik wird Kunzmann mit 374 Ligaeinsätzen als Rekordspieler in der 1. Amateurliga Nordbaden und als 63-facher Torschütze geführt.

### Auswahlberufungen, 1958 bis 1967
Nach seinem Debüt in der DFB-Amateurnationalmannschaft am 4. Mai 1958 vergingen zwei Jahre, ehe der Mann aus der nordbadischen Amateurliga zu seinem zweiten internationalen Einsatz kam. Durch die Einsätze in der Verbandsauswahl des Badischen Fußballverbandes im Wettbewerb des Länderpokals konnte sich der Birkenfelder in diesen Jahren seiner Laufbahn nicht besonders profilieren. Nordbaden spielte bis Mitte der 60er keine beachtenswerte Rolle im Pokal der Verbandsauswahlmannschaften und schied 1960/61 mit einem 1:2 n. V. gegen Hessen aus, wo mit Hans-Jürgen Himmelmann, Oskar Lotz und Georg Tripp immerhin drei Spieler eine Karriere im Vertragsfußball starteten, was keinem Aktiven aus Nordbaden unter Verbandstrainer Burkhard Pape gelang. Im einzigen Länderspiel des Jahres 1961, am 1. Juni in Oberhausen, bildete er zusammen mit Dagmar Drewes von Langendreer 04 das deutsche Außenläuferpaar. Beim 5:3-Erfolg gegen Holland debütierte der Mittelstürmer Dieter Zettelmaier an der Seite des Spielführers Heinz Höher. Im Jahre 1962 führte der DFB zwei Länderspiele mit der Amateurnationalmannschaft durch. Am 7. April in Hannover gegen Italien und am 31. Mai in Merlebach gegen Frankreich. Kunzmann bekleidete jeweils die linke Außenläuferposition. In beiden Spielen war sein Partner auf der rechten Seite Werner Lungwitz, der zur Runde 1962/63 zu Preußen Münster in die Oberliga West wechselte, wo auch schon Dagmar Drewes zur Runde 1961/62 gelandet war.
Als DFB-Trainer Helmut Schön mit einem Neuaufbau der Amateurnationalmannschaft Ende 1962/Anfang 1963 mit dem Ziel der Qualifikation für die Olympischen Spiele 1964 begann, gehörte Horst Kunzmann von Beginn an zu diesem Spielerkreis. Die erste große Bewährungsprobe für die neu zusammengestellte DFB-Mannschaft war das Jubiläumsturnier des englischen Verbandes im Mai 1963 in England. Mit den Spielern Maier (Tor), Michel, Liebich, Kraus, Birkhold, Zott, Kunzmann, Himmelmann, Hönig, Zettelmaier, Kreh, Neuser und Leydecker spielte sich das Team von Helmut Schön nach Erfolgen über Holland, England und Frankreich in das Finale gegen Schottland. In der zweiten Spielhälfte zollten die DFB-Amateure der Strapaze von vier Spielen innerhalb sieben Tagen Tribut und verloren das Endspiel nach einer 2:1-Halbzeitführung noch mit 5:2 Toren. Mit Birkhold, Zott und Kunzmann etablierte Trainer Schön in diesem Turnier seine spielprägende Standardläuferreihe. Nach dem 4:0-Erfolg am 5. Juni in Siegen gegen Japan wurde im Sport-Magazin notiert, dass die Läuferreihe mit dem Stellungskünstler Zott und dem druck- und drangvollen Außenläufer Kunzmann bester Mannschaftsteil gewesen wäre. Die Vereine der von Schön Berufenen, Heidenheim (Birkhold), FC Wacker München (Zott) und Birkenfeld (Kunzmann), dokumentieren die damaligen Kriterien bei der Zusammenstellung der Amateurnationalmannschaft. Das Wort Amateur wurde noch mit wirklichem Leben erfüllt und durch die Gabe von Helmut Schön für die passende Spielerauswahl und Zusammenstellung trotzdem auch mit international respektierter Leistung begleitet.
Den sportlichen Höhepunkt für Horst Kunzmann und seine Nationalmannschaftskameraden stellten im September 1963 die zwei deutsch-deutschen Ausscheidungsspiele gegen die Fußballnationalmannschaft der DDR dar. Vor den Olympiaqualifikationsspielen zu den Sommerspielen 1964 in Tokio mussten die zwei deutschen Verbände zuerst den Vertreter Deutschlands ausspielen. Durch die Sommerpause bedingt, war die unmittelbare Vorbereitung, bezogen auf das Erreichen einer hohen und stabilen Wettkampfleistung, nicht ideal. Mit Birkenfeld startete Kunzmann am 17. August 1963 mit einem Heimspiel gegen die SpVgg Sandhofen in die Verbandsrunde. Da die Ausscheidungsspiele bereits am 15. und 22. September ausgetragen wurden, konnte der DFB nur ein Testspiel Ende August in Koblenz gegen die Rheinland-Auswahl vorschalten und auf die Trainingswoche vom 8. bis 14. September in Hof unmittelbar vor dem Hinspiel in Karl-Marx-Stadt hoffen. Horst Kunzmann hatte zwar wie fast alle anderen Mannschaftskollegen durch zusätzliches Lauftraining versucht, seine Form rasch am Ende der Vorbereitungsperiode/Anfang der Hinrunde 1963/64 auf ein höheres Niveau zu bringen, aber für alle galt, dass sich die eigentliche Leistungsspitze nur im Zusammenwirken mit den Wettkampfeinsätzen im Laufe der Verbandsrunde einstellen konnte.
Die Mannschaft von DFB-Trainer Helmut Schön konnte im Hinspiel in Karl-Marx-Stadt die starken Leistungen aus dem Mai des Jahres nicht wiederholen und erlitt eine 0:3-Niederlage. Im acht Tage später stattfindenden Rückspiel in Hannover steigerte sich das Team aber deutlich und gewann mit 2:1 Toren. In beiden Spielen agierte Horst Kunzmann gewohnt mannschaftsdienlich und zuverlässig im Mittelfeld der DFB-Elf.
Im Oktober war Kunzmann mit der Amateurauswahl beim „Vorolympischen Turnier“ in Tokio. Er absolvierte sein zehntes Länderspiel, gewann mit den DFB-Amateuren das Turnier und sammelte vielfältige Eindrücke in Tokio, die sein vorheriges Weltbild deutlich bereicherten.
Beim Debüt von Bernd Dörfel, Friedrich Giegeling und Helmut Sandmann beim Länderspiel am 2. Mai 1964 in Bamberg gegen Frankreich, führte der 27-Jährige erstmals als Spielführer die Amateurnationalmannschaft auf das Feld. Vom 24. Mai bis 2. Juni 1964 nahm der Birkenfelder mit dem DFB-Team an einem internationalen Amateurturnier in Italien teil und konnte nach dem 1:1 im Finalspiel gegen Spanien in Genua durch Losentscheid für die deutsche Mannschaft den Siegerpokal als Spielführer in Empfang nehmen. Als Kunzmann mit seinem Verein 1. FC 08 Birkenfeld in der Runde 1964/65 aus der 1. Amateurliga Nordbaden abstieg, nahm er an keinem der vier Amateurländerspiele vom 2. Mai bis 27. Oktober 1965 teil. Als Spieler aus der 2. Amateurliga Mittelbaden kehrte er am 20. März 1966 wieder in die Nationalmannschaft zurück. Zusammen mit Peter Klepatz und Hans Baldauf bildete er beim 2:2-Unentschieden in Chateauroux gegen Frankreich die Läuferreihe. Seine drei letzten Berufungen in die Amateurnationalmannschaft erlebte Kunzmann im Rahmen des UEFA Amateur Cup 1966/67. Am 2. Oktober 1966 nahm er wieder seine gewohnte Rolle des linken Außenläufers beim 0:0 im Hinspiel in Sisak gegen Jugoslawien ein. Am 16. November verloren die Amateure mit 0:1 in Eskisehir gegen die Türkei und trennten sich im Rückspiel am 7. Dezember 1966 in Koblenz mit einem torreichen 3:3 von Jugoslawien. In allen drei Begegnungen bildeten Walter Birkhold, Dieter Zorc und Horst Kunzmann die Läuferreihe der deutschen Auswahl. Mit dem Spiel im Stadion Oberwerth endete die Karriere des Mannes aus Nordbaden mit 20 Länderspielen und zwei Toren in der Amateurnationalmannschaft. Kunzmann war der einzige Badener, der über Jahre hinweg in diese DFB-Mannschaft berufen wurde.
Als der Amateurnationalspieler in der Runde 1966/67 die Meisterschaft und die Rückkehr mit Birkenfeld in die 1. Amateurliga feiern konnte, errang der Spielführer der Nordbadischen Amateurauswahl mit einem 2:1-Sieg im Finale in Viernheim gegen Hessen (mit dem 21-jährigen Bernd Hölzenbein) auch den Amateur-Länderpokal 1967. Im Halbfinale setzte sich die Mannschaft von Trainer Herbert Widmayer gegen die starke Westfalen-Auswahl (Erhard Ahmann, Dieter Mietz, Friedhelm Schulte und Dieter Zorc) mit 1:0 Toren durch.
Horst Kunzmann wurde nach 58 Einsätzen in der Verbandsauswahl von Nordbaden zum Ehrenspielführer des Badischen Fußballverbandes ernannt.

## Neben dem Platz
Der den Beruf des Schlossers erlernt habende Horst Kunzmann war bis zu seinem Tod bei der Gemeinde Birkenfeld als Verwaltungsangestellter beschäftigt. Sein stark ausgeprägtes Heimatgefühl und seine Zufriedenheit mit dem sportlich Erreichten und seinem Leben hinderten den Fußballer Kunzmann an einer Karriere in der Oberliga bzw. Bundesliga. Nach der Spielerlaufbahn war er beim FC 08 als Jugendtrainer, Trainer der 1. Mannschaft, Schriftführer und im Spielausschuss tätig.